# Luis Anselmo Bonamín

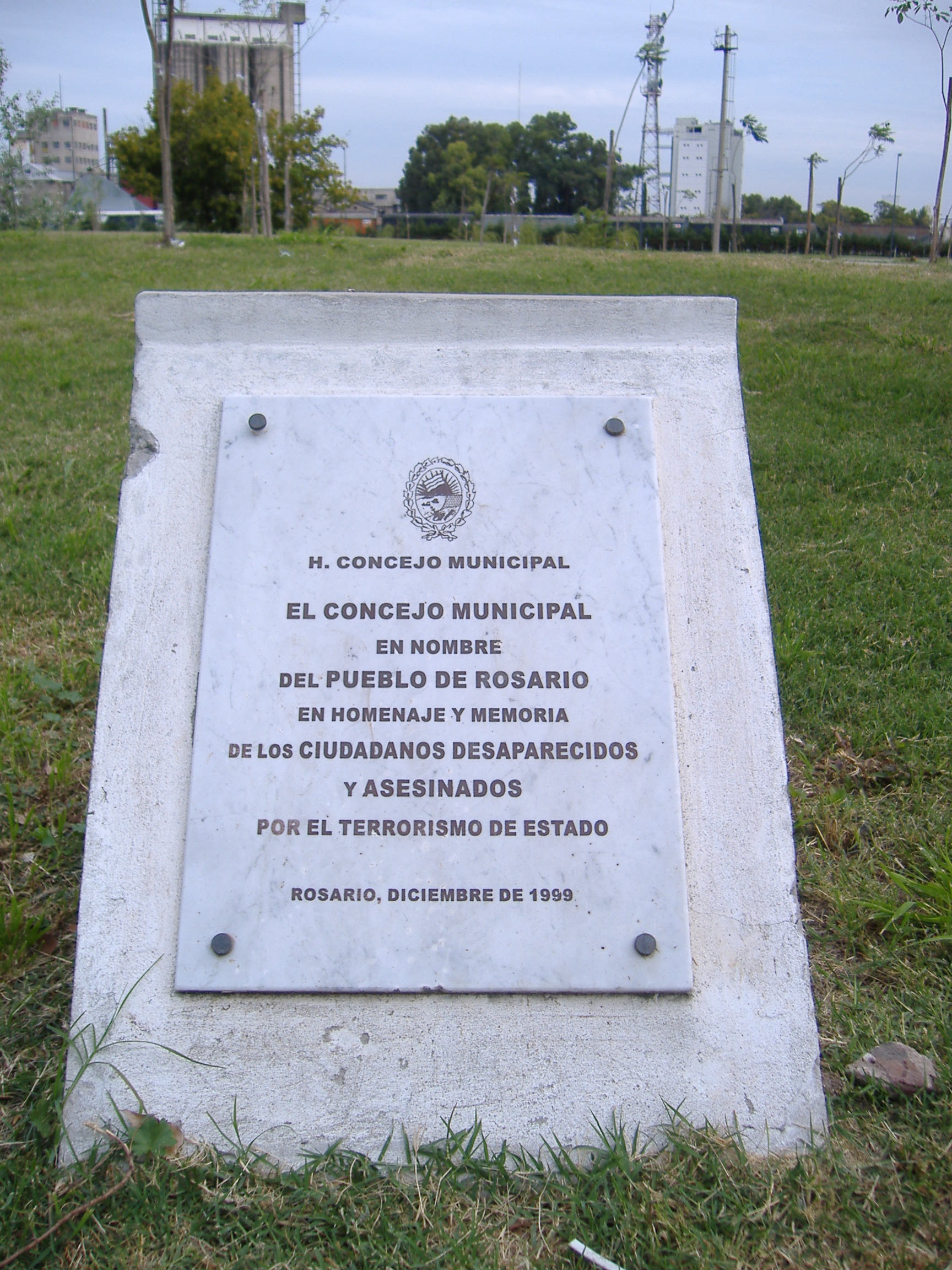
Recordatorio desaparecidos, Rosario

Luis Anselmo Bonamín (Rosario, Santa Fe; 6 de febrero de 1955-Rosario; 16 de marzo de 1976) fue un estudiante de ingeniería, militante de la Juventud Universitaria Peronista, asesinado unos días antes del comienzo de la última dictadura cívico militar de Argentina, su nombre aparece en la lista de rugbiers desaparecidos.
Fue secuestrado por la policía cuando intentaba pintar en una pared en Rosario. Recibe disparos y lo llevaron moribundo a una comisaría, donde lo torturaron hasta ocasionarle la muerte. Al otro día su cuerpo fue arrojado en un descampado de Granadero Baigorria.
Diferentes medios locales y nacionales presentaron su muerte como un enfrentamiento.

## Tío abuelo
Su padre "Mito", era sobrino del Provicario Castrense Victorio Manuel Bonamín. En su diario está registrado que en esos días fue al Comando del Segundo Cuerpo, desde donde descartaron su participación en el asesinato. El provicario negó la  versión de que lo habían matado sus propios compañeros, pero tampoco hizo demasiado después del secuestro.
Existe una causa federal que investiga el homicidio de Luis.